# Rów oceaniczny

Formy ukształtowania dna oceanicznego

Rów oceaniczny – silnie wydłużone obniżenie dna oceanu o głębokości ponad 6000 m, czyli znacznie poniżej średniego poziomu dna basenów oceanicznych.
Teoria tektoniki płyt wiąże ich istnienie ze strefami subdukcji, w których płyta oceaniczna (tzw. płyta dolna) wsuwa się pod inną płytę oceaniczną, bądź kontynentalną (płyta górna). W wyniku tego procesu za rowem powstają łuki wyspowe lub wulkaniczne łańcuchy górskie. Mechanizm ten tłumaczy zarówno wielkie głębokości rowów, jak też ich rozmieszczenie na Ziemi.
Najgłębszym rowem oceanicznym na świecie jest Rów Mariański, którego największa głębia (Głębia Challengera) mierzy 10911 metrów (według pomiaru dokonanego w 1995 r. przez bezzałogowy japoński batyskaf Kaiko). Podawane są również inne (potwierdzone bądź nie) wartości; planowane są dalsze badania

## Rowy oceaniczne na świecie
Rowy wymieniono w kolejności malejącej głębokości, podanej w nawiasach (w metrach).
Ocean Spokojny
- Mariański (10911–11022, wartość niepewna)
- Tonga (10882)
- Izu Ogasawara (Bonin) (10640)
- Kurylsko-Kamczacki (10542)
- Filipiński (10540)
- Kermadec (10047)
- Torresa (9175)
- Nowej Brytanii (9140)
- Yap (8527)
- Japoński (8410)
- Salomona (8310)
- Palau (8069)
- Atakamski (Peruwiańsko-Chilijski) (8065)
  - Rów Chilijski (8065)
  - Rów Peruwiański (6369)
- Aleucki (7679)
- Rów Nowohebrydzki (7570)
- Riukiu (Nansei Shoto) (7505)
- Banda (Webera) (7440)
- Środkowoamerykański (Meksykański, Gwatemalski) (6662)
- Zachodniomelanezyjski (6534)
- Witiazia (6150)
- Nowogwinejski (5130)

Ocean Atlantycki
- Portorykański (Puerto Rico) (9219)
- Sandwichu Południowego (8428)
- Krawędź Romanche (7760)
- Kajmański (7686)
- Helleński (5267)

Ocean Indyjski
- Sundajski (Jawajski) (7455)
- Diamantiny (7102)
- Wschodnioindyjski (6335)
- Obi (5880)
- Czagos (5408)
- Amirancki (5349)

Ocean Arktyczny
- Brak rowów, istnieje jedynie strefa spękań (Nansena); największa głębia znajduje się w Basenie Euroazjatyckim (5450)

Ocean Południowy
- Południowy kraniec rowu Sandwichu Południowego (7235)